# الفريد طوباسي
الفريد طوباسي (1928-2021) طبيب وسياسي فلسطيني، ولد في مدينة يافا وأكمل دراسته فيها، وهجر مع عائلته جراء نكبة 1948 ليستقر في رام الله. أكمل دراسته في طب الأسنان في جامعة الاسكندرية في مصر وعاد بعدها إلى فلسطين ليمارس مهنة طب الأسنان. شغل منصب عضو المجلس الوطني والمركزي الفلسطيني، توفي عام 2021 في مدينة رام الله.

## حياته المهنية
كان الفريد طوباسي حاضرًا في مختلف المؤسسات على الصعيد المهني والسياسي، إذ كان:
- رئيسا لنقابة أطباء الأسنان في فلسطين لثلاث دورات متتالية.
- عضو في جمعية الهلال الأحمر الفلسطيني.
- عضو في مجلس بلدية رام الله.
- عضو في المجلس الوطني والمركزي الفلسطيني.
- عضو في مجلس أمناء جامعة بيرزيت.
- عضو الهيئة العامة للنادي الأرثذوكسي.
- عضو اللجنة الأولومبية.

## الحياة السياسية
نتيجة نشاطه في الحركة الوطنية الفلسطينية ومؤسساتها أبعدته سلطات الاحتلال الاسرائيلي عام 1974 عن فلسطين وبقي متنقلًا بين دمشق وبيروت وعمان. و شارك في اجتماعات المجلس الوطني الفلسطيني ممثلًا عن نقابة طب الأسنان في الدورة الثالثة عشر والرابعة عشر وعليه انتخب عضوًا في اللجنة التنفيذية لمنظمة التحرير الفلسطينية (1977-1981) وكان عضوًا في المجلس الوطني والمركزي الفلسطيني وعاد إلى فلسطين عام 1993.